# Макрусинка (Могилёвский район)
Макру́синка (бел. Макрусінка) — деревня в составе Мостокского сельсовета Могилёвского района Могилёвской области Республики Беларусь.

## Географическое положение
Ближайшие населённые пункты: Еганы-2, Русинка.

## Население
- 1999 год — 26 человек
- 2010 год — 13 человек